# ニコル・ミネッティ
ニコル・ミネッティ（Nicole Minetti、1985年3月11日 - ）はイタリアの芸能人、元政治家である。ロンバルディーア州第16代議会議員（2010–2012年）において、イタリアの政党、自由の人民の地方議員を務めていた。

## 略歴
リミニの高校を卒業した後、ミラノに移り、ヴィータ=サルーテ・サン・ラファエレ大学で歯科衛生学の1級学位を取得し、その後、医療技術学（Scienze delle professioni sanitarie tecnico-assistenziali）の2級学位を取得した。